# Sargento Rodrigues

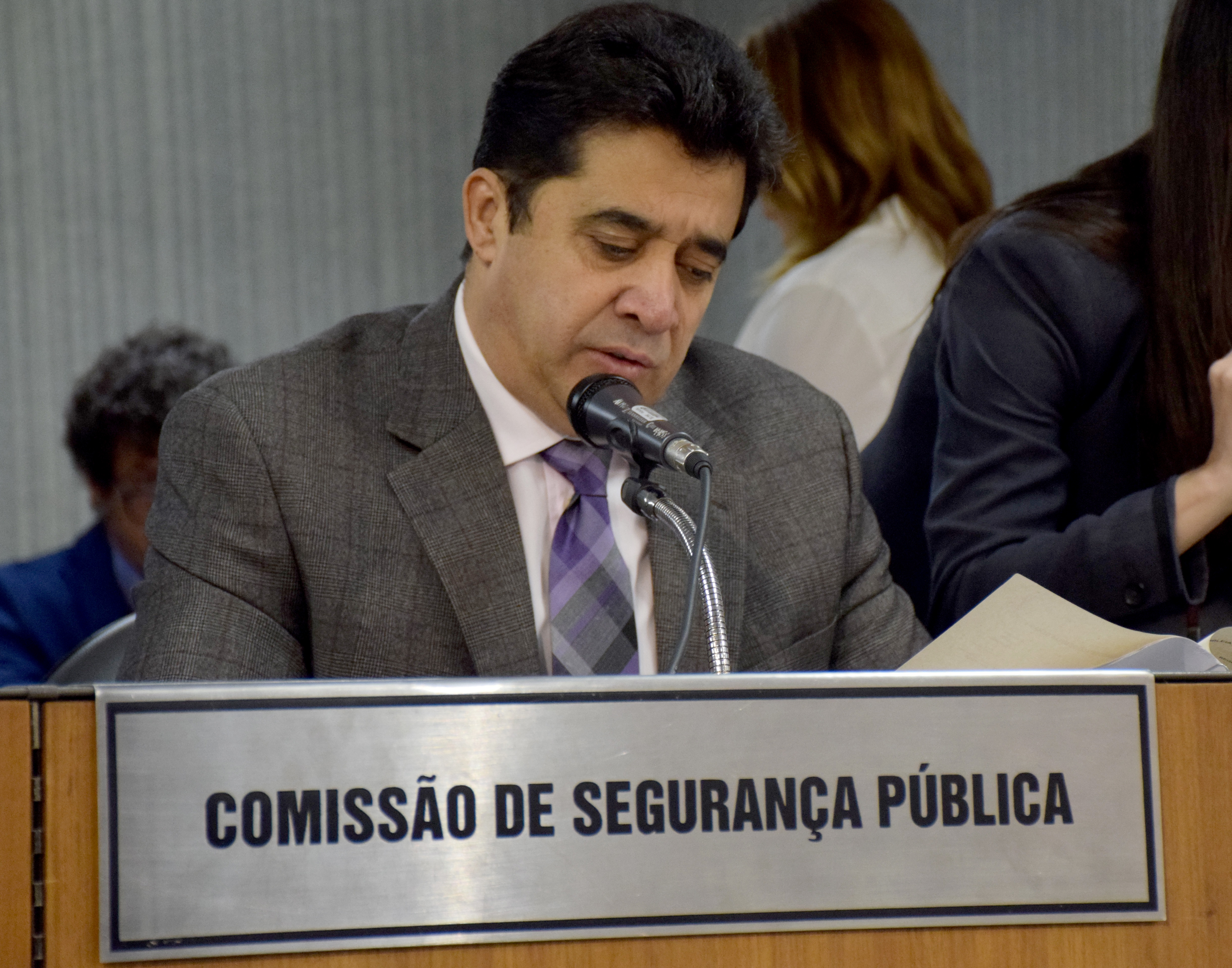
Sargento Rodrigues é o Presidente da Comissão de Segurança Pública da ALMG

Washington Fernando Rodrigues (Medeiros Neto, 30 de maio de 1964), mais conhecido como Sargento Rodrigues (o sexto de sete filhos), é um policial militar e político brasileiro do estado de Minas Gerais, filiado ao Partido Liberal (PL). Atualmente exerce o sétimo mandato de deputado estadual em Minas Gerais.
Foi eleito em 1998 a Deputado Estadual pelo PL. Foi reeleito pelo PDT, 2002, 2006, 2010 e 2014.
Já em 2018 foi reeleito pelo PTB e, em 2022, novamente pelo PL. Rodrigues também foi membro do Conselho Estadual Anti-Drogas – CONEAD, nos anos de 2001, 2002 e 2003, e do Conselho de Defesa Social de Minas Gerais, em 2003 e 2004;
Bacharel em Direito pelo Centro Universitário Una (2011) e Comunicação Social pelo Centro Universitário Uni-BH (2004). Pós-graduado em Estudos de Criminalidade e Segurança Pública, pela UFMG e em Administração Pública, pela FJP.

## Biografia
A família mudou-se para Belo Horizonte em 1968, quando, aos quatro anos de idade, Rodrigues tornou-se órfão de pai. Oriundo de uma família humilde, começou a trabalhar aos 13 anos como vendedor ambulante de jornal e, aos 15, trabalhou como auxiliar de produção da Ranel Bijouterias. Com 16 anos, foi vigilante mirim do Centro Salesiano do Menor – CESAM e, aos 18, office boy e auxiliar de tesouraria na Cisa Veículos.
Ingressou na carreira policial militar aos 20 anos, como soldado no Batalhão de Trânsito, onde permaneceu por três anos. Após ter sido aprovado no concurso para Cabo, foi transferido para o 5º Batalhão, no qual obteve o primeiro certificado de destaque operacional de sua carreira de policial militar de Minas Gerais. Devido ao empenho no exercício da profissão, foi transferido para o antigo Batalhão de Choque, para atuar na Companhia ROTAM. Em 1989, foi para a Academia de Polícia Militar e, em julho do mesmo ano, se formou Sargento, permanecendo na ROTAM até 1993. Nesse ano, passou a trabalhar no COPOM – Central de Operações da Polícia Militar, como operador de rádio. Em junho de 1997, voltou para o 5º BPM, no rádio-patrulhamento.
Em 2017, foi o principal responsável pelas duas tentativas de extinção do Tribunal de Justiça Militar de Minas Gerais através de uma Proposta de emenda a Constituição (PEC). A última tentativa esbarrou em uma questão jurídica. Mais que acabou sendo rejeitada na Comissão de Constituição e Justiça da Assembleia Legislativa sob o argumento de que somente o Tribunal de Justiça de Minas Gerais poderia propor seu fim conforme determina a Constituição mineira. O parlamentar alegava altos custos aos cofres públicos e baixos processos demonstrando inutilidade e ineficácia no funcionamento da corte.